# Batalion Belgijsko-Luksemburski
Batalion Belgijsko-Luksemburski (fl. Belgisch-Luxemburgs Bataljon) – jednostka wojskowa złożona z Belgów i Luksemburczyków służąca rotacyjnie podczas wojny koreańskiej w latach 1951–1955.
Po zaatakowaniu Republiki Korei przez komunistyczną Koreańską Republikę Ludowo-Demokratyczną 25 czerwca 1950 r., do Korei Południowej przybyły wielonarodowe wojska ONZ pod egidą USA. W ich skład wszedł 900-osobowy Batalion Belgijsko-Luksemburski pod dowództwem gen. Alberta Crahaya jako główny komponent Belgijskiego Korpusu Ochotniczego w Korei. Oddział składał się z żołnierzy zawodowych i rezerwistów, którzy zgłosili się na ochotnika. Oprócz Belgów było to też 43 Luksemburczyków, dowodzonych przez por. Josa Wagenera. Tworzyli oni 3 pluton kompanii A. Batalion przybył do Korei transportowcem 31 stycznia 1951 r. Belgowie i Luksemburczycy przeszli przeszkolenie wojskowe, po czym skierowano ich do działań antypartyzanckich w rejonie miasta Waegwan. Na początku marca trafili na linię frontu, gdzie podporządkowano ich amerykańskiej 3 Dywizji Piechoty. Pod koniec kwietnia batalion przeszedł chrzest bojowy podczas ciężkich walk nad rzeką Imjin. W sierpniu 1951 r. zmienił go drugi Batalion Belgijsko-Luksemburski (z 46-osobowym plutonem luksemburskim por. Rudy'ego Lutty'ego). W połowie października uczestniczył on w bitwie pod Haktang-Ni, gdzie – izolowany od pozostałych sił ONZ i USA – odrzucił kilka ataków oddziałów chińskich. Potem nastąpił okres walk pozycyjnych. Dopiero w marcu i kwietniu 1953 r. doszło do poważniejszych działań w rejonie Chatkol. Po ogłoszeniu zawieszenia broni 27 lipca tego roku, stan batalionu został zredukowany do ok. 200 żołnierzy. Powrócili oni do Belgii w połowie czerwca 1955 r. Łączne straty wyniosły 97 zabitych, w tym 2 żołnierzy luksemburskich i 355 rannych, w tym 17 Luksemburczyków.